# Южная Потапьевка
Южная Потапьевка, Потапьевка — река в России, протекает в Слободском районе Кировской области и Прилузском районе Республики Коми. Устье реки находится в 75 км по левому берегу реки Летка. Длина реки составляет 15 км.
Исток реки в лесах в Кировской области в 16 км к северо-востоку от села Прокопьевка. Река течёт на юго-запад по ненаселённому лесному массиву, верхнее течение проходит по Кировской области, нижнее — по Республике Коми. Впадает в Летку в 4 км к северо-востоку от села Прокопьевка. Приток — Пипуа-Вож (правый).

## Данные водного реестра
По данным государственного водного реестра России относится к Камскому бассейновому округу, водохозяйственный участок реки — Вятка от истока до города Киров, без реки Чепца, речной подбассейн реки — Вятка. Речной бассейн реки — Кама.
По данным геоинформационной системы водохозяйственного районирования территории РФ, подготовленной Федеральным агентством водных ресурсов:
- Код водного объекта в государственном водном реестре — 10010300212111100031808
- Код по гидрологической изученности (ГИ) — 111103180
- Код бассейна — 10.01.03.002
- Номер тома по ГИ — 11
- Выпуск по ГИ — 1